# Mark Alexandrowitsch Schtscheglow
Mark Alexandrowitsch Schtscheglow (russisch Марк Александрович Щеглов; * 27. Oktober 1925 in Tschernihiw, Tschernigowskaja Oblast, Ukrainische Sozialistische Sowjetrepublik; † 2. September 1956 in Noworossijsk, Region Krasnodar) war ein sowjetischer Literaturkritiker und Literaturwissenschaftler.

## Leben
Mark Alexandrowitsch Schtscheglow begann nach dem Schulbesuch ein Studium an der philologischen Fakultät der Staatlichen Lomonossow-Universität Moskau, das er 1953 abschloss. Er verfasste als Literaturkritiker und Literaturwissenschaftler zahlreiche Artikel über die Arbeit sowjetischer Schriftsteller wie Wsewolod Wjatscheslawowitsch Iwanow, Sergei Petrowitsch Antonow und den 1953 erschienenen Roman Der russische Wald von Leonid Maximowitsch Leonow. Neben weiteren Artikeln über klassische russische Literatur von Autoren wie Fjodor Michailowitsch Dostojewski, Lew Nikolajewitsch Tolstoi und Alexander Alexandrowitsch Blok verfasste er auch problemtheoretische Beiträge, die wie Реализм современной драмы („Realismus im modernen Drama“, 1956), Верность деталей („Detailtreue“, 1957) und Очерк и его особенности („Essay und seine Funktionen“, 1958) allesamt erst posthum erschienen.
Seine Werke zeichnen sich durch feinen Geschmack, soziales Temperament und große philologische Kultur aus und umfassen auch das auch seinen Tagebüchern und Briefen bestehende Werk Студенческие тетради („Schülerhefte“, 1963).

## Veröffentlichungen
- Реализм современной драмы, („Realismus im modernen Drama“), 1956
- Верность деталей, („Detailtreue“), 1957
- Очерк и его особенности, („Essay und seine Funktionen“), 1958
- Студенческие тетради, („Schülerhefte“), 1963, Nachdruck 1973
- Литературная критика, („Literaturkritik“), 1971